# Arionus ulophilus
Arionus ulophilus är en mångfotingart som beskrevs av Chamberlin 1923. Arionus ulophilus ingår i släktet Arionus och familjen fingerdubbelfotingar. Inga underarter finns listade i Catalogue of Life.